# Krasnyj Bor (stacja kolejowa)
Krasnyj Bor (ros. Красный Бор) – stacja kolejowa w miejscowości Smoleńsk, w obwodzie smoleńskim, w Rosji. Leży na linii Moskwa - Mińsk - Brześć.
Od stacji odchodzą liczne bocznice, m.in. na lotnisko wojskowe Smoleńsk-Siewiernyj.